# Portatovagliolo

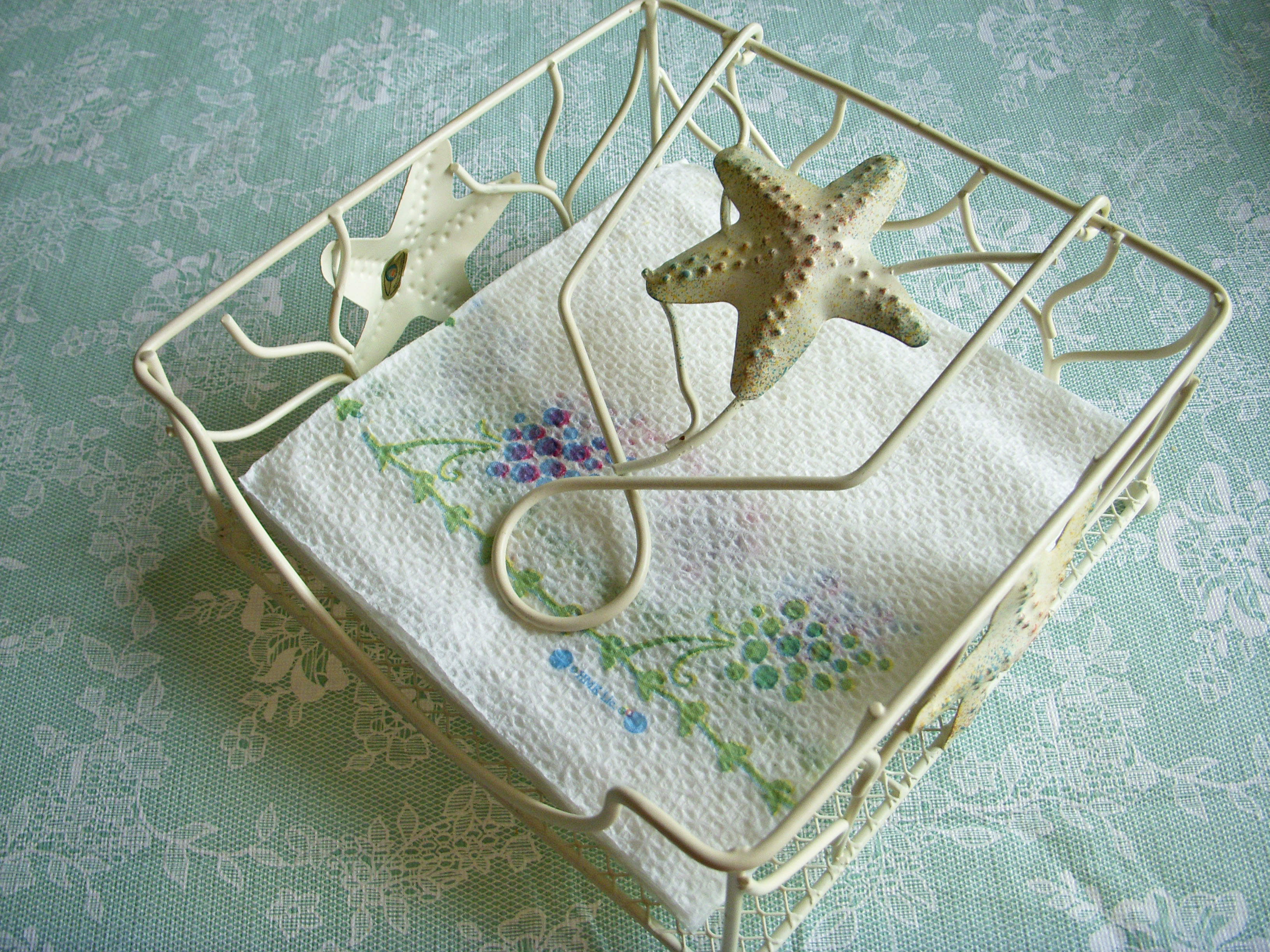
Portatovaglioli

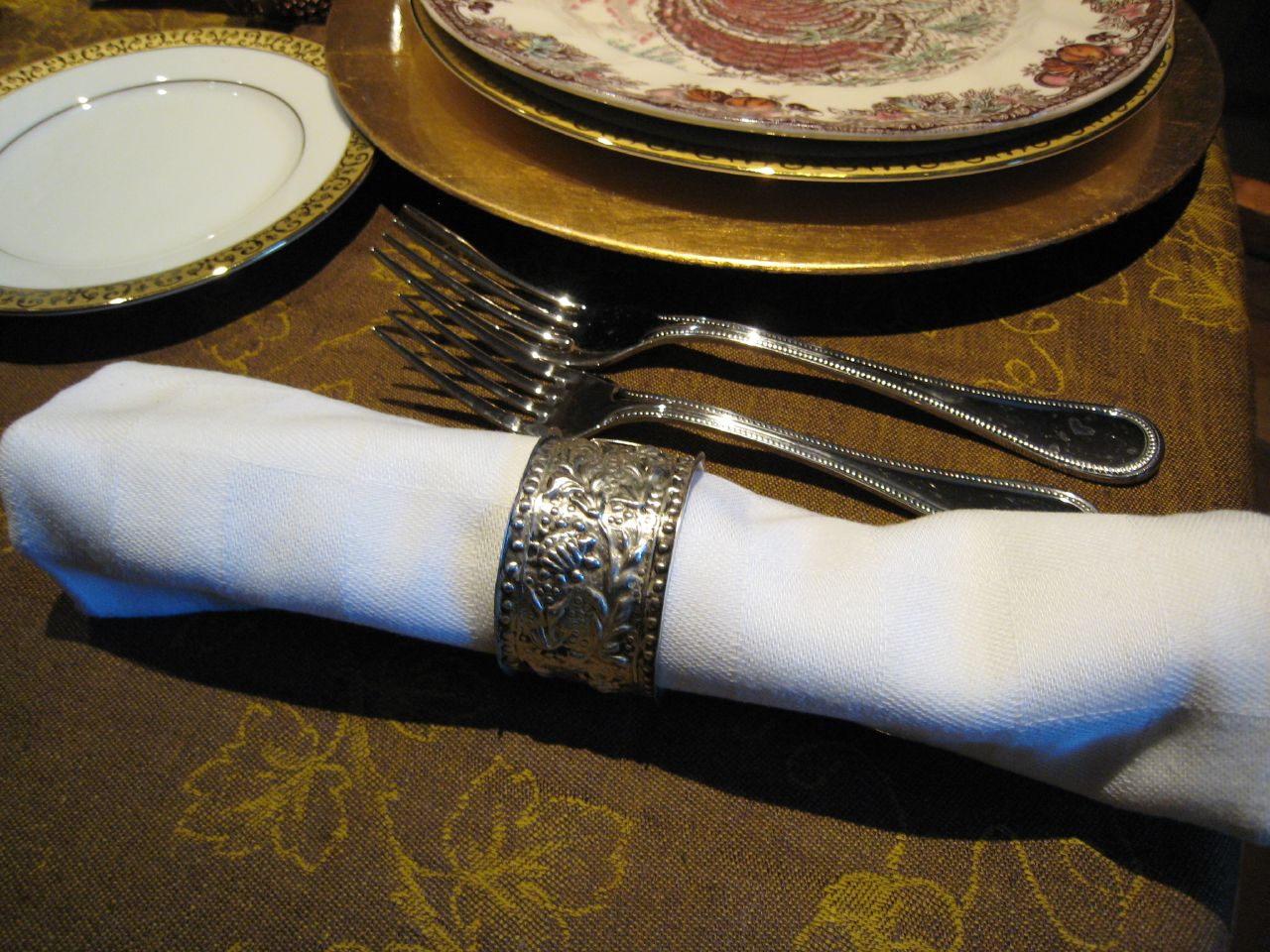
Portatovagliolo ad anello

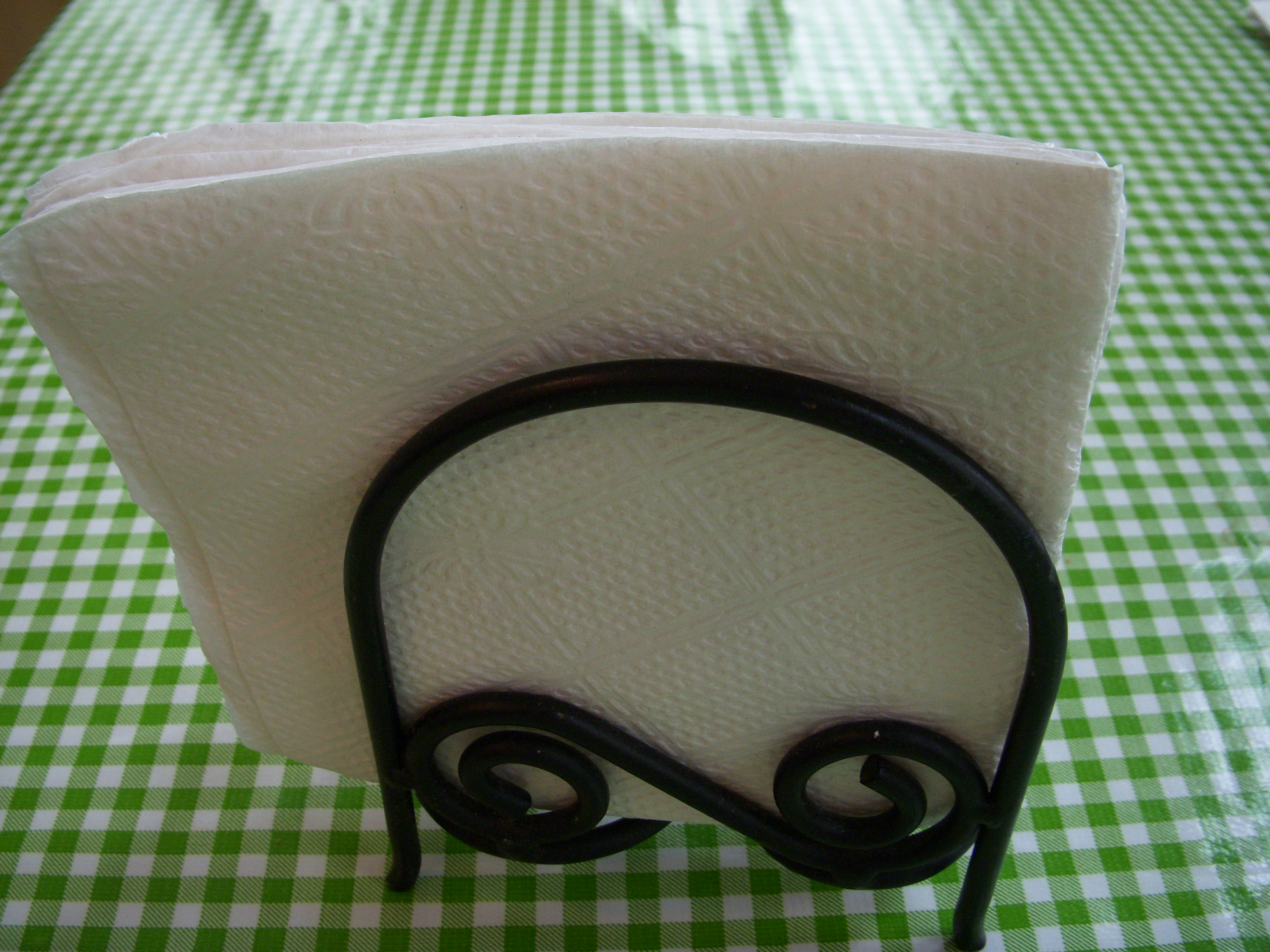
Portatovaglioli verticale

Il portatovagliolo è un contenitore per tovaglioli usato nel servizio a tavola.

## Tipi[1]
- Portatovagliolo ad anello, è il portatovagliolo tradizionale, consiste in un anello di materiale robusto: metallo, legno o plastica, che contiene, arrotolato un solo tovagliolo di tessuto. Nel coperto viene posato a destra del piatto. Serviva per motivi igienici a distinguere i tovaglioli, in modo che non fossero scambiati tra i commensali, e sulla tavola di tutti i giorni, a ritrovare il proprio quando i tovaglioli non venivano cambiati ad ogni pasto, in questo caso avevano un diverso disegno o il nome per riconoscerlo.
- Portatovagliolo per tovaglioli di carta, che ha forme e materiali vari e che contiene un mazzo di tovaglioli di carta. Di due tipi: formato da due pareti contiene i fogli in posizione verticale o costruito a scatola contiene i fogli impilati. Posto al centro della tavola quando non si posizionano i tovaglioli col coperto e nelle occasioni informali.
- Dispenser, contenitore a forma di scatola che fa uscire un solo tovagliolo di carta per volta. Usato nella grande ristorazione, come mense, bar e fast food.